# Soutěž mladých jezdců na Vueltě a España
Bílý trikot je udělován pro nejlepšího mladého jezdce v celkovém pořadí Vuelta a España. Vítězi této klasifikace musí být ve věku do 25 let (počítáno od 1. ledna roku, ve kterém je pořádán závod).

## Seznam vítězů
| Rok  | Vítěz                          | 2. místo                 | 3. místo               |
| ---- | ------------------------------ | ------------------------ | ---------------------- |
| 2017 | Miguel Ángel López (COL)       |                          |                        |
| 2018 | Enric Mas (ESP)                |                          |                        |
| 2019 | Tadej Pogačar (SLO)            | Miguel Ángel López (COL) | James Knox (GBR)       |
| 2020 | Enric Mas (ESP)                | David Gaudu (FRA)        | Alexandr Vlasov (RUS)  |
| 2021 | Gino Mäder (SUI)               | Egan Bernal (COL)        | Juan Pedro López (ESP) |
| 2022 | Remco Evenepoel (BEL)          | Juan Ayuso (ESP)         | João Almeida (POR)     |
| 2023 | Juan Ayuso (ESP)               | Cian Uijtdebroeks (BEL)  | João Almeida (POR)     |
| 2024 | Mattias Skjelmose Jensen (DEN) | Florian Lipowitz (GER)   | Carlos Rodríguez (ESP) |

### Vítězství jednotlivců
| Cyklista        | Počet | Roky       |
| --------------- | ----- | ---------- |
| Enric Mas (ESP) | 2     | 2018, 2020 |

## Vítězství podle států
| Stát      | Počet | Roky             |
| --------- | ----- | ---------------- |
| Španělsko | 3     | 2018, 2020, 2023 |
| Kolumbie  | 1     | 2017             |
| Slovinsko | 1     | 2019             |
| Švýcarsko | 1     | 2021             |
| Belgie    | 1     | 2022             |
| Dánsko    | 1     | 2024             |